# Adolf Rentschler
Adolf Rentschler (* 4. Mai 1870 in Vaihingen an der Enz; † 19. Oktober 1950 in Möglingen) war ein deutscher Pfarrer und Genealoge.

## Leben
Rentschler studierte in Tübingen Theologie und war anschließend ab 1900 Pfarrverweser in Wildenstein. Ab 1901 hatte er verschiedene Pfarrerstellen inne: von 1901 bis 1907 in Baiereck, von 1908 bis 1914 in Obersontheim, von 1914 bis 1928 in Rohrdorf und von 1928 bis zu seinem Ruhestand 1946 in Möglingen. Er war daneben als Genealoge tätig und veröffentlichte zahlreiche Schriften auf diesem Gebiet.

## Veröffentlichungen (Auswahl)
- Graf Vollrath von Limpurg und seine Gemahlin Sophia Eleonora, das letzte Schenkenpaar: ein historisches Lebensbild zumeist aus Quellen des Limpurgischen Archis geschöpft. Schwend, Gaildorf 1911.
- Zur Ehrenrettung von Schubarts Vater. In: Württembergische Vierteljahrshefte für Landesgeschichte, Bd. N.F. 21 (1912), S. 155–160.

- Einführung der Reformation in der Herrschaft Limpurg mit besonderer Berücksichtigung des Obersontheimer Teils. In: Blätter für württembergische Kirchengeschichte. Bd. N.F. 20 (1916), S. 98–134.

- Die Reformation im Bezirk Nagold. In: Blätter für württembergische Kirchengeschichte. Bd. N.F. 21 (1917), S. 1–152.
- Einführung der Reformation in der Herrschaft Limpurg mit besonderer Berücksichtigung des Obersontheimer Teils (Schluß). In: Blätter für württembergische Kirchengeschichte. Bd. N.F. 22 (1918), S. 3–41.

- Zur Familiengeschichte des Reformators Johannes Brenz. Fischer, Tübingen 1921.

- Zur Frage der Schwarzwaldzuflucht des Joh. Brenz. In: Blätter für württembergische Kirchengeschichte. Bd. N.F. 25 (1921), S. 173–181.

- Die Kirchherrenfamilie Grückler in Neubulach: ein Gang durch die Geschichte eines abgestorbenen Bürgergeschlechts in fünf Jahrhunderten. In: Blätter für württembergische Familienkunde, Bd. 1  (1924), Heft 7, S. 117–126.

- Der Reformator Matthäus Alber und sein Geschlecht. Müller, Stuttgart 1935 (Schriften des Vereins für Württembergische Familienkunde; 4).

- Bearb.: Ferdinand Friedrich Faber: Die Württembergischen Familien-Stiftungen nebst genealogischen Nachrichten über die zu denselben berechtigten Familien. Neudruck mit Berichtigungen der Ausgabe von 1853 von Adolf Rentschler, 24 Hefte. Bonz, Stuttgart 1940–1941.
- Bearb.: Stammbuch Magirus (1500–1940). Kohlhammer, Stuttgart 1940.
- Hrsg.: Sindelfinger Chronik des Pfarrers Georg Reipchius 1553 bis 1598: ausgezogen aus dem ältesten Kirchenbuch. Heimatgeschichtsverein Schönbuch, Sindelfingen 1958 (Veröffentlichungen des Heimatgeschichtsvereins für Schönbuch und Gäu e.V.; 5).